# Kim Hae-sook
Kim Hae-sook (김해숙?, 金海淑?, Gim Hae-sukLR; Busan, 30 dicembre 1955) è un'attrice sudcoreana.
Ha esordito nel 1975 e si è fatta conoscere ricoprendo frequentemente la parte della madre di uno dei protagonisti nelle serie televisive scritte da Kim Soo-hyun e Moon Young-nam, fatto che le è valso il soprannome di "mamma nazionale" insieme a Kim Hye-ja e Go Doo-shim. Parallelamente è stata attiva anche al cinema, e per le sue interpretazioni ha vinto il riconoscimento di Miglior attrice di supporto ai 45º e 49º Grand Bell Award e al 30º Blue Dragon Film Award. Nel 2019 ha ricevuto il Gran premio ai  Korean Culture and Entertainment Award per Sesang-eseo je-il yeppeun ttal.
Nel 2005 ha pubblicato un'autobiografia in occasione del trentesimo anniversario di carriera.

## Filmografia

### Cinema
- Jonggunsucheop (종군수첩?), regia di Choi Ha-won (1981)
- Saranghaneun saram-a (사랑하는 사람아?), regia di Jang Il-ho (1981)
- Jeongbu (정부?), regia di Park Nam-su (1982)
- Jug-eumyeon sallira (죽으면 살리라?), regia di Kang Dae-jin (1982)
- Hwanyeo '82 (화녀'82?), regia di Kim Ki-young (1982)
- Saranghaneun saram-a 3 (사랑하는 사람아 3?), regia di Jang Il-ho (1985)
- Geu eodum-e sarang-i (그 어둠에 사랑이?), regia di Kim Ju-hee (1985)
- Mog-eomneun yeosar-inma (목없는 여살인마?), regia di Kim Young-han (1985)
- Binaerineun yeodonggyo (비내리는 영동교?), regia di Choi Young-chul (1986)
- Ibeu-ui geonneonbang (이브의 건넌방?), regia di Byun Jang-ho (1987)
- Gyeo-ul mirinae (겨울 미리내?), regia di Go Jin-a (1992)
- Danjeokbi-yeonsu (단적비연수?), regia di Park Je-hyun (2000)
- Yeopgijeog-in geunyeo (엽기적인 그녀?), regia di Kwak Jae-yong (2001)
- Gamun-ui yeonggwang (가문의 영광?), regia di Jeong Heung-sun (2002)
- Oh! Happy Day (오! 해피데이?), regia di Jung Sam-sung (2003)
- Gukhwakkot hyanggi (국화꽃 향기?), regia di Lee Jeong-wook (2003)
- Ryeong (령?), regia di Kim Tae-kyung (2004) – cameo
- Uri hyeong (우리 형?), regia di Ahn Kwon-tae (2004)
- Mongjeonggi 2 (몽정기 2?), regia di Jung Cho-sin (2005)
- Parangju-uibo (파랑주의보?), regia di Jeon Yun-su (2005) – cameo
- Haebaragi (해바라기?), regia di Kang Seok-beom (2006)
- Mubangbi dosi (무방비도시?), regia di Lee Sang-gi (2008)
- Gyeongchuk! Uri sarang (경축! 우리 사랑?), regia di Oh Jeom-gyun (2008)
- Nun-eneun nun i-eneun i (눈에는 눈 이에는 이?), regia di Kwak Gyeong-taek e Ahn Kwon-tae (2008) – cameo
- Thirst (박쥐?, BakjwiLR), regia di Park Chan-wook (2009)
- Chinjeong-eomma (친정엄마?), regia di Yu Sung-yeop (2010)
- Mama (마마?), regia di Choi Ik-hwan (2011)
- Wonderful Radio (원더풀 라디오?), regia di Kwon Chil-in (2012) – cameo
- The Thieves (도둑들?, DodukdeulLR), regia di Choi Dong-hoon (2012)
- Eumchi clinic (음치클리닉?), regia di Kim Jin-young (2012) – cameo
- Kkangcheor-i (깡철이?), regia di Ahn Kwon-tae (2013)
- So-won (소원?), regia di Lee Joon-ik (2013)
- Gundo: Millan-ui sidae (군도: 민란의 시대?), regia di Yoon Jong-bin (2014)
- Chì dào (赤道S), regia di Longman Leung e Sunny Luk (2015)
- Amsal (암살?), regia di Choi Dong-hoon (2015)
- Sado (사도?), regia di Lee Joon-ik (2015)
- Mademoiselle (아가씨?, AgassiLR), regia di Park Chan-wook (2016)
- Tunnel (터널?), regia di Kim Sang-hoon (2016) – cameo
- Jaesim (재심?), regia di Kim Tae-yoon (2017)
- Miss pujutgan (미스 푸줏간?), regia di Ji Gil-woong (2016) – cameo
- Huisaengbuhwalja (희생부활자?), regia di Kwak Kyung-taek (2017)
- Singgwahamkke - Joe-wa beol (신과함께-죄와 벌?), regia di Kim Yong-hwa (2017) – cameo
- Herstory (허스토리?), regia di Min Gyu-dong (2018)
- Keuge doel nom (크게 될 놈?), regia di Kang Ji-eun (2019)
- Bigwang (비광?), regia di Lee Ji-won (2021)
- Oegye+in 1bu (외계+인 1부?), regia di Choi Dong-hoon (2022) – cameo
- 3ir-ui hyuga (3일의 휴가?), regia di Yook Sang-ho (2023)
- Oegye+in 2bu (외계+인 2부?), regia di Choi Dong-hoon (2024)

### Televisione
- Susabanjang (수사반장?) – serie TV (1975)
- 113 susabonbu (113 수사본부?) – serie TV (1975)
- Je3gyosil (제3교실?) – serie TV (1975)
- Yeonji (연지?) – serie TV (1978)
- Sarang-ui gyejeol (사랑의 계절?) – serie TV (1979)
- Somang (소망?) – serie TV (1979)
- Choego-ui jeung-in (최후의 증인?) – miniserie TV (1979)
- Han-gug-in (한국인 ?) – serie TV (1979)
- San-i doego gang-i doego (산이 되고 강이 되고?) – serie TV (1979)
- Baengnyeonsonnim (백년손님?) – serie TV (1980)
- Gan-yangnok (간양록?) – serie TV (1980)
- Narijip (나리집?) – serie TV (1981)
- Po-ong (포옹?) – serie TV (1981)
- Sae-assi (새아씨?) – serie TV (1981)
- Gongjugapbu Kim Gap-sun (공주갑부 김갑순?) – serie TV (1982)
- Miryeon (미련?) – serie TV (1982)
- Eomeoni (어머니?) – serie TV (1982)
- Dangsin-ui chosang (당신의 초상?) – serie TV (1983)
- Chudonggung mama (추동궁 마마?) – serie TV (1983)
- Nongmu (농무?) – miniserie TV (1984)
- Seoljungmae (설중매?) – serie TV (1984)
- Eomma-ui bang (엄마의 방?) – serie TV (1985)
- Kkureogi (꾸러기?) – serie TV (1986)
- Pur-ipmada iseul (풀잎마다 이슬?) – serie TV (1986)
- Jeon-won ilgi (전원일기?) – serie TV (1987)
- Don (돈?) – serie TV (1988)
- Inhyeon wanghu (인현왕후?) – serie TV (1988)
- Mimang-in (미망인?) – film TV (1988)
- Nae-il ij-euri (내일 잊으리?) – serie TV (1988)
- Gaksibang-e sarang yeollyeonne (각시방에 사랑 열렸네?) – serie TV (1990)
- Kkoljji susaekdae (꼴찌 수색대?) – serie TV (1990)
- Dae-won-gun (대원군?) – serie TV (1990)
- Chumchuneun ga-yatgo (춤추는 가얏고?) – serie TV (1990)
- Tto hana-ui ahengbok (또 하나의 행복?) – serie TV (1991)
- Yusimcho (유심초?) – serie TV (1991)
- Mapo mujigae (마포 무지개?) – serie TV (1992)
- Sarang-eul wiha-yeo (사랑을 위하여?) – serie TV (1992)
- Sandaneun geos-eun (산다는 것은?) – serie TV (1993)
- Je3gonghwaguk (제3공화국?) – serie TV (1993)
- Sarang, geurigo ibyeol (사랑, 그리고 이별?) – serie TV (1993)
- Urideur-i cheon-guk (우리들의 천국?) – serie TV (1993)
- Jabyeol (작별?) – serie TV (1994)
- Seo-ur-ui dal (서울의 달?) – serie TV (1994)
- Kareisky (까레이스키?) – serie TV (1994)
- Sokhui (숙희?) – serie TV (1995)
- Donggigan (동기간?) – serie TV (1995)
- Gobaek (고백?) – serie TV (1995)
- Man-gang (만강?) – serie TV (1996)
- Seo-ul haneul arae (서울 하늘 아래?) – serie TV (1996)
- Ha-yan mindeulle (하얀 민들레?) – serie TV (1996)
- Jeong ttaemun-e (정 때문에?) – serie TV (1997)
- Saranghanikka (사랑하니까?) – serie TV (1997)
- Sunsu (순수?) – serie TV (1998)
- Sarang-eul wiha-yeo (사랑을 위하여?) – serie TV (1998)
- Samgimsidae (삼김시대?) – serie TV (1998)
- Saranghae dangsin-eul (사랑해 당신을?) – serie TV (1999)
- Uriga jeongmal saranghaess-eulkka (우리가 정말 사랑했을까?) – serie TV (1999)
- Dangsin (당신?) – serie TV (1999)
- Queen (퀸?) – serie TV (1999)
- Heo Jun (허준?) – serie TV (1999)
- Nam-ui sokdo moreugo (남의 속도 모르고?) – serie TV (1999)
- Jinsil (진실?) – serie TV (2000)
- Bulkkot (불꽃?) – serie TV (2000)
- Ga-eul donghwa (가을동화?) – serie TV (2000)
- Saranghalsurok (사랑할수록?) – serie TV (2000)
- Tteugeo-un geos-i joh-a (뜨거운 것이 좋아?) – serie TV (2000)
- Geu yeojane jip (그 여자네 집?) – serie TV (2001)
- Yeo-incheonha (여인천하?) – serie TV (2001)
- Sarang-eun ireon-geo-ya (사랑은 이런거야?) – serie TV (2001)
- Gyeolhon-ui beopchik (결혼의 법칙?) – serie TV (2001)
- Gyeo-ul yeon-ga (겨울연가?) – serie TV (2002)
- Romance (로망스?) – serie TV (2002)
- Dangsin yeop-i joh-a (당신 옆이 좋아?) – serie TV (2002)
- Hwanggeummacha (황금마차?) – serie TV (2002)
- Jinju mokgeor-i (진주 목걸이?) – serie TV (2003)
- Wipungdangdang geunyeo (위풍당당 그녀?) – serie TV (2003)
- Heureuneun gangmulcheoreom (흐르는 강물처럼?) – serie TV (2002)
- Yeoreum hyang-gi (여름향기?) – serie TV (2003)
- Honsu (혼수?) – miniserie TV (2003)
- Narang 18se (낭랑 18세?) – serie TV (2004)
- Jag-eun assideul (작은 아씨들?) – serie TV (2004)
- O! Pilseung Bung Sun-yeong (오! 필승 봉순영?) – serie TV (2004)
- Bumonim jeonsangseo (부모님 전상서?) – serie TV (2004)
- Yeoljeong (열정?) – serie TV (2004)
- Jangmitbit insaeng (장밋빛 인생?) – serie TV (2005)
- Byeolnan-yeoja byeolnannamja (별난여자 별난남자?) – serie TV (2005)
- Ije sarang-eun kkeunnatda (이제 사랑은 끝났다?) – serie TV (2006)
- Bom-ui waltz (봄의 왈츠?) – serie TV (2006)
- Nae sarang Daljassi (내 사랑 달자씨?) – miniserie TV (2006)
- Cheon-gukboda natseon (천국보다 낯선?) – serie TV (2006)
- Somunnan chilgongju (소문난 칠공주?) – serie TV (2006)
- Oegwa-uisa Bong Dal-hee (외과의사 봉달희?) – serie TV (2007)
- Munhui (문희?) – serie TV (2007)
- Mi-una go-una (미우나 고우나?) – serie TV (2007)
- Jogangjicheo club (조강지처 클럽?) – serie TV (2007)
- Bulhandang (불한당?) – serie TV (2008)
- Ha-yan geojinmal (하얀 거짓말?) – serie TV (2008)
- Ka-in-gwa Abel (카인과 아벨?) – serie TV (2009)
- Jalhaetgun jalhaess-eo (잘했군 잘했어?) – serie TV (2009)
- Insaeng-eun areumda-wo (인생은 아름다워?) – serie TV (2010)
- Cheon-ir-ui yaksok (천일의 약속?) – serie TV (2011)
- Go Bong-sil ajumma guhagi (고봉실 아줌마 구하기?) – serie TV (2011)
- Geudae eobs-in motsar-a (그대 없인 못살아?) – serie TV (2012)
- Mujasik sangpalja (무자식 상팔자?) – serie TV (2012)
- Neo-ui moksoriga deullyeo (너의 목소리가 들려?) – serie TV (2013)
- Susanghan gajeongbu (수상한 가정부?) – serie TV (2013)
- Wanggane sikgudeul (왕가네 식구들?) – serie TV (2013)
- Si-wor-ui eoneu meotjin nar-e (시월의 어느 멋진 날에?) – serie TV (2014)
- Hotel King (호텔킹?) – serie TV (2014)
- Yeon-ae malgo gyeolhon (연애 말고 결혼?) – serie TV (2014)
- Pinocchio (피노키오?) – serie TV (2014)
- Dansinman-i naesarang (당신만이 내사랑?) – serie TV (2014)
- Yeojareul ullyeo (여자를 울려?) – serie TV (2015)
- Geurae, geureon-geo-ya (그래, 그런거야?) – serie TV (2016)
- Saimdang, bich-ui ilgi (사임당, 빛의 일기?) – serie TV (2017)
- Abeojiga isanghae (아버지가 이상해?) – serie TV (2017)
- Gwinsongmal (귓속말?) – serie TV (2017)
- Ipansanpa (이판사판?) – serie TV (2017)
- Meomchugo sip-eun sun-gan: About Time (멈추고 싶은 순간 : 어바웃 타임?) – serie TV (2018)
- Nine Room (나인룸?) – serie TV (2018)
- Babel (바벨?) – serie TV (2019)
- Sesang-eseo je-il yeppeun ttal (세상에서 제일 예쁜 내 딸?) – serie TV (2019)
- Hospital Playlist (슬기로운 의사생활?, Seulgiro-un uisasaenghwalLR) – serie TV (2020-2021)
- Start-Up (스타트업?) – serie TV (2020)
- Boksuhaera (복수해라?) – serie TV (2020)
- Inspector Koo (구경이?, Gu Gyeong-iLR) – serie TV (2021)
- Tomorrow (내일?, Nae-ilLR) – serie TV (2022)
- Under the Queen's Umbrella (슈룹?, SyurupLR) – serie TV (2022)
- Il divorzista (신성한, 이혼?, Sinseong-han, ihonLR) – serie TV (2023)
- Akgwi (악귀?) – serie TV (2023)
- Strong Girl Nam-soon (힘쎈여자 강남순?, Himssen-yeoja Gang Nam-sunLR) – serie TV (2023)
- My Demon (마이데몬?) – serie TV (2023)
- La creatura di Gyeongseong (경성크리처?, Gyeongseong keuricheoLR) – serie TV (2023-2024)
- Nessun guadagno niente amore (손해 보기 싫어서?, Sonhae bogi sirh-eoseoLR) – serie TV (2024)
- Mr. Plankton (Mr. 플랑크톤?) – serie TV (2024)
- Susanghan geunyeo (수상한 그녀?) – serie TV (2024-2025)